# 黑暗數字
黑暗數字（英語：Dark Figures）乃指一些在官方數據上未能有效反映出來的統計資料，尤指罪案數字。
很多時，官方所發表的罪案數字皆未能實際反映到社會所發生的罪案數目。其原因包括：
1. 受害一方不曾察覺有關事故（如：超級市場沒有察覺被盜去糖果）
2. 受害一方不願報警處理（常見原因如：怕麻煩，或有關罪案與性有關者）
3. 案件雖已發生，亦已報警，但警方未有確切證據證實有關案件確是一宗罪案（如某人報警聲稱被人盜去錢包，但警方若無確切證據，則僅會視之為失物案件（非罪案）而非盜竊（罪案）處理）
4. 警方雖已視某案一宗罪案，但案件交法院處理時判被告無罪。

## 研究与估算
部分非政府组织、大学及研究机构通过匿名问卷或受害者调查，尝试估算所谓“黑暗数字”，以弥补官方记录的不足。例如，英国的英格兰和威尔士犯罪调查组织 （Crime Survey for England and Wales（CSEW））通过面对面和电话访谈方式，采集居民在过去 12 个月内的犯罪经历数据，不仅包含未报案犯罪，还对比警方登记数据以揭示报案率与实际发生数的差距。根据最新数据，2022/23 年度（截至 2023 年 3 月）16 岁及以上人群中，估计发生了约 8.7 万起犯罪事件，这与当年警方登记的案件数相差可观，体现了“黑暗数字”在实际中的存在和规模。
沒有官方機構會正式統計/公佈「黑暗數字」。部份民間團體會統計針對個別種類罪案的「黑暗數字」（如反吸煙人士、性暴力關注人士等）。黑暗數字與實際罪案數字的差距，可直接反映某地公權力的力量與正義程度。
1. ↑  . Office for National Statistics. 2023-07-20 （英语）.